# Produce 101 China
Produce 101 (chinês simplificado: 创造101, pinyin: Chuàngzào101) é um reality show chinês derivado do programa sul-coreano Produce 101. As gravações começaram em 21 de março de 2018 e o programa estreou em 21 de abril de 2018 na Tencent Video. O programa é produzido pelas empresas 7-D Vision e Tencent Penguin Pictures, sob permissão da CJ E&M, empresa responsável pela emissora Mnet. O programa atraiu mais de 4.3 bilhões visualizações na emissora Tencent Video.

## Influência
Desde o sucesso de Super Girl na China, havia a necessidade de um programa nacional que provocasse um grande interesse da audiência da mesma maneira. Subsequencialmente, enquanto o programa lançava carreiras de muitas solistas talentosas, havia uma falta de girl groups no mundo sino falante. O maior girl group nos anos 2000 era o S.H.E. e desde então, indiscutivelmente, houve uma falta de grupos femininos coesos bem conhecidos que tiveram tanto sucesso. O programa tinha como objetivo criar "o" novo girl group que representa as mulheres da atualidade e apela para todos os gêneros da nova geração.
Diferente da versão original sul-coreana, Produce 101 China tem várias regras diferentes e desafios introduzidos no começo do segundo episódio. Um exemplo é a inclusão de desafiantes “knock-out” que podem tomar o lugar de uma das 101 trainees nas "audições' originais com base no critério dos mentores das habilidades das desafiantes em comparação com as trainees originais. Na primeira eliminação, algumas integrantes com maior número de votos também poderiam optar por salvar uma integrante que estava em eliminação como segunda chance de "estagiária".

## Mentores
- Tao - apresentador
- Ella Chen - mentora de canto
- Jason Zhang - mentor de canto
- Show Lo - mentor de dança
- Wang Yibo - mentor de dança
- Tiger Hu - mentor de composição

## Participantes
- Deixou o programa
- Participante eliminada no segundo episódio
- Top 11 da semana
- Participantes salvas por integrantes do grupo
- Eliminada na 1ª Eliminação
- Eliminada na 2ª Eliminação
- Eliminada na 3ª Eliminação
- Eliminada na 4ª Eliminação
- Integrantes do grupo de debut

| Empresa                                | Nome                                | Classe | Classe            | Classe            | Classe            | Classe            | Classificação | Classificação     | Classificação     | Classificação     | Classificação     | Classificação     | Classificação     | Classificação     | Classificação     |
| Empresa                                | Nome                                | 1      | 2                 | 3                 | 4                 | 5                 | E02           | E03               | E04               | E05               | E06               | E07               | E08               | E09               | E10               |
| -------------------------------------- | ----------------------------------- | ------ | ----------------- | ----------------- | ----------------- | ----------------- | ------------- | ----------------- | ----------------- | ----------------- | ----------------- | ----------------- | ----------------- | ----------------- | ----------------- |
| Banana Entertainment (香蕉娱乐)        | Qiang Dongyue (强东玥) 1            | A → B  | B                 | A                 | A                 | B                 | 2             | 5                 | 5                 | 7                 | 10                | 10                | 17                | 20                | 21                |
| Banana Entertainment (香蕉娱乐)        | Fu Jing (傅菁) 1                    | B      | A                 | A                 | A                 | B                 | 8             | 8                 | 10                | 9                 | 9                 | 9                 | 12                | 12                | 10                |
| Banana Entertainment (香蕉娱乐)        | Wang Yiran (王亦然) 1               | B      | B                 | Eliminada         | Eliminada         | Eliminada         | 81            | 83                | 83                | Eliminada         | Eliminada         | Eliminada         | Eliminada         | Eliminada         | Eliminada         |
| Banana Entertainment (香蕉娱乐)        | Liu Niyi (刘尼夷) 1                 | C      | C                 | Eliminada         | Eliminada         | Eliminada         | 77            | 85                | 88                | Eliminada         | Eliminada         | Eliminada         | Eliminada         | Eliminada         | Eliminada         |
| Banana Entertainment (香蕉娱乐)        | Wang Manjun (王曼君) 1              | C      | D                 | Eliminada         | Eliminada         | Eliminada         | 96            | 96                | 96                | Eliminada         | Eliminada         | Eliminada         | Eliminada         | Eliminada         | Eliminada         |
| Yuehua Entertainment (乐华娱乐)        | Meng Meiqi (孟美岐) 2               | A      | A                 | A                 | A                 | A                 | 16            | 6                 | 4                 | 1                 | 1                 | 1                 | 1                 | 1                 | 1                 |
| Yuehua Entertainment (乐华娱乐)        | Wu Xuanyi (吴宣仪) 2                | A → B  | A                 | A                 | A                 | A                 | 5             | 1                 | 1                 | 2                 | 3                 | 3                 | 3                 | 3                 | 2                 |
| Yuehua Entertainment (乐华娱乐)        | Shao XiMengNa (邵西蒙娜) (Mena)     | B      | B                 | C                 | Eliminada         | Eliminada         | 52            | 69                | 40                | 51                | 51                | 52                | Eliminada         | Eliminada         | Eliminada         |
| Yuehua Entertainment (乐华娱乐)        | Jiang Jinger (江璟儿)               | C      | B                 | D                 | Eliminada         | Eliminada         | 40            | 40                | 52                | 41                | 46                | 47                | Eliminada         | Eliminada         | Eliminada         |
| Yuehua Entertainment (乐华娱乐)        | Zhang Xi (张溪)                     | B      | B                 | D                 | Eliminada         | Eliminada         | 42            | 43                | 42                | 48                | 50                | 51                | Eliminada         | Eliminada         | Eliminada         |
| Yuehua Entertainment (乐华娱乐)        | Pan Junya (潘珺雅)                  | C      | C                 | Eliminada         | Eliminada         | Eliminada         | 63            | 72                | 76                | Eliminada         | Eliminada         | Eliminada         | Eliminada         | Eliminada         | Eliminada         |
| Yuehua Entertainment (乐华娱乐)        | Yang Ruihan (杨蕊菡)                | C      | B                 | Eliminada         | Eliminada         | Eliminada         | 83            | 79                | 68                | Eliminada         | Eliminada         | Eliminada         | Eliminada         | Eliminada         | Eliminada         |
| Mavericks Entertainment (麦锐娱乐)     | Zhang Zining (紫宁) 3               | A      | A                 | B                 | A                 | A                 | 47            | 23                | 18                | 5                 | 5                 | 7                 | 10                | 8                 | 7                 |
| Mavericks Entertainment (麦锐娱乐)     | Blair Yue (王玥) 3                  | C      | D                 | Eliminada         | Eliminada         | Eliminada         | 51            | 60                | 74                | Eliminada         | Eliminada         | Eliminada         | Eliminada         | Eliminada         | Eliminada         |
| Mavericks Entertainment (麦锐娱乐)     | Zhang Ruimeng (张芮萌) 3            | D      | F                 | Eliminada         | Eliminada         | Eliminada         | 29            | 61                | 79                | Eliminada         | Eliminada         | Eliminada         | Eliminada         | Eliminada         | Eliminada         |
| OACA (觉醒东方)                        | Li Zixuan (李子璇)                  | B      | A                 | A                 | B                 | B                 | 12            | 10                | 9                 | 10                | 13                | 13                | 23                | 17                | 12                |
| OACA (觉醒东方)                        | Lin Junyi (林君怡)                  | A      | B                 | Eliminada         | Eliminada         | Eliminada         | 46            | 56                | 71                | Eliminada         | Eliminada         | Eliminada         | Eliminada         | Eliminada         | Eliminada         |
| OACA (觉醒东方)                        | Ni Qiuyun (倪秋云)                  | B      | C                 | Eliminada         | Eliminada         | Eliminada         | 65            | 58                | 67                | Eliminada         | Eliminada         | Eliminada         | Eliminada         | Eliminada         | Eliminada         |
| Super Jet Entertainment (捷特联合)     | Zhu Tiantian (朱天天)               | B      | F                 | C                 | Eliminada         | Eliminada         | 90            | 88                | 35                | 45                | 40                | 38                | Eliminada         | Eliminada         | Eliminada         |
| Super Jet Entertainment (捷特联合)     | Liu Dexi (刘德熙)                   | A → B  | C                 | D                 | Eliminada         | Eliminada         | 37            | 74                | 53                | 57                | 53                | 46                | Eliminada         | Eliminada         | Eliminada         |
| Emperor Entertainment Group (英皇娱乐) | Angela Hui (许靖韵)                 | A      | C                 | D                 | C                 | B                 | 32            | 36                | 54                | 23                | 28                | 31                | 20                | 22                | 19                |
| Huayi Brothers (华谊兄弟)              | Qi Yandi (戚砚笛)                   | B      | C                 | C                 | B                 | B                 | 55            | 45                | 27                | 19                | 17                | 17                | 18                | 15                | 18                |
| HIM International Music (Taiwan)       | Wu Yun-ting (吴昀廷) 4              | D      | D                 | Eliminada         | Eliminada         | Eliminada         | 94            | 95                | 95                | Eliminada         | Eliminada         | Eliminada         | Eliminada         | Eliminada         | Eliminada         |
| HIM International Music (Taiwan)       | Liu Yu-shan (刘宇珊) 4              | F      | D                 | Eliminada         | Eliminada         | Eliminada         | 84            | 86                | 85                | Eliminada         | Eliminada         | Eliminada         | Eliminada         | Eliminada         | Eliminada         |
| C.Y Media                              | Lin Chia-an (林珈安)                | C      | B                 | Eliminada         | Eliminada         | Eliminada         | 62            | 62                | 72                | Eliminada         | Eliminada         | Eliminada         | Eliminada         | Eliminada         | Eliminada         |
| Wenlan Culture (闻澜文化)              | Yang Chaoyue (杨超越)               | C      | F                 | A                 | A                 | A                 | 4             | 3                 | 3                 | 4                 | 2                 | 2                 | 9                 | 7                 | 3                 |
| Wenlan Culture (闻澜文化)              | Yang Meiqi (杨美琪)                 | F      | D                 | Eliminada         | Eliminada         | Eliminada         | 54            | 55                | 69                | Eliminada         | Eliminada         | Eliminada         | Eliminada         | Eliminada         | Eliminada         |
| Wenlan Culture (闻澜文化)              | Yang Meiling (杨美玲)               | D      | F                 | Eliminada         | Eliminada         | Eliminada         | 75            | 84                | 87                | Eliminada         | Eliminada         | Eliminada         | Eliminada         | Eliminada         | Eliminada         |
| Wenlan Culture (闻澜文化)              | Zhao Ling (赵羚)                    | F      | Eliminada         | Eliminada         | Eliminada         | Eliminada         | 98            | Eliminada         | Eliminada         | Eliminada         | Eliminada         | Eliminada         | Eliminada         | Eliminada         | Eliminada         |
| T-Trainee Culture                      | Wu Yingxiang (吴映香)               | A      | B                 | B                 | C                 | B                 | 14            | 16                | 17                | 29                | 25                | 26                | 26                | 19                | 22                |
| MOMO Limited                           | Zhang Xinlei (张鑫磊) 4             | F      | F                 | Eliminada         | Eliminada         | Eliminada         | 57            | 65                | 56                | Eliminada         | Eliminada         | Eliminada         | Eliminada         | Eliminada         | Eliminada         |
| Huakai Banxia Culture                  | Zhang Chuhan (张楚寒) 5             | F      | C                 | D                 | Eliminada         | Eliminada         | 31            | 57                | 48                | 52                | 56                | 55                | Eliminada         | Eliminada         | Eliminada         |
| Huakai Banxia Culture                  | Jiang Yanxi (姜彦汐) 5              | D      | D                 | Eliminada         | Eliminada         | Eliminada         | 80            | 87                | 58                | Eliminada         | Eliminada         | Eliminada         | Eliminada         | Eliminada         | Eliminada         |
| Huakai Banxia Culture                  | Zhang Xinjie (张新洁) 5             | D      | F                 | Eliminada         | Eliminada         | Eliminada         | 79            | 82                | 65                | Eliminada         | Eliminada         | Eliminada         | Eliminada         | Eliminada         | Eliminada         |
| Huakai Banxia Culture                  | Wu Xiaoxuan (吴小萱) 5              | F      | D                 | Eliminada         | Eliminada         | Eliminada         | 88            | 51                | 61                | Eliminada         | Eliminada         | Eliminada         | Eliminada         | Eliminada         | Eliminada         |
| Universal Music Taiwan (Gravadora)     | Kimberley Chen (陈芳语) 6           | A      | B                 | A                 | B                 | Eliminada         | 7             | 13                | 8                 | 17                | 21                | 19                | 24                | 26                | Eliminada         |
| Rhonin Studio                          | Zhang Yuwen (张瑜纹)                | B      | D                 | Eliminada         | Eliminada         | Eliminada         | 99            | 98                | 97                | Eliminada         | Eliminada         | Eliminada         | Eliminada         | Eliminada         | Eliminada         |
| Rhonin Studio                          | Liu Jiaying (刘佳莹)                | D      | C                 | Eliminada         | Eliminada         | Eliminada         | 87            | 92                | 94                | Eliminada         | Eliminada         | Eliminada         | Eliminada         | Eliminada         | Eliminada         |
| Mango Entertainment                    | Lu Xiaoyu (吕小雨)                  | A      | A                 | B                 | B                 | B                 | 35            | 20                | 19                | 20                | 22                | 20                | 16                | 18                | 20                |
| Lajin Media                            | Wang Juemeng (王珏萌)               | C      | D                 | Eliminada         | Eliminada         | Eliminada         | 100           | 99                | 99                | Eliminada         | Eliminada         | Eliminada         | Eliminada         | Eliminada         | Eliminada         |
| Lajin Media                            | Zhang Xinyue (张馨月)               | B      | D                 | Eliminada         | Eliminada         | Eliminada         | 36            | 47                | 64                | Eliminada         | Eliminada         | Eliminada         | Eliminada         | Eliminada         | Eliminada         |
| Qigu Culture                           | Lai Meiyun (赖美云) 7               | B      | B                 | B                 | B                 | A                 | 18            | 17                | 16                | 12                | 14                | 14                | 7                 | 9                 | 6                 |
| Qigu Culture                           | Jiang Shen (蒋申) 7                 | C      | C                 | Salva             | C                 | Eliminada         | 56            | 46                | 59                | 38                | 26                | 25                | 22                | 23                | Eliminada         |
| Qigu Culture                           | Xu Shiyin (许诗茵) 7                | D      | F                 | Eliminada         | Eliminada         | Eliminada         | 72            | 76                | 75                | Eliminada         | Eliminada         | Eliminada         | Eliminada         | Eliminada         | Eliminada         |
| K-L Entertainment                      | Sunnee (杨芸晴) 17 เกวลิน บุญศรัทธา    | A      | B                 | A                 | A                 | A                 | 6             | 7                 | 7                 | 8                 | 7                 | 8                 | 11                | 11                | 8                 |
| K-L Entertainment                      | Zhao Yaoke (赵尧珂) 18              | F      | D                 | B                 | B                 | Eliminada         | 17            | 12                | 12                | 18                | 18                | 18                | 19                | 24                | Eliminada         |
| K-L Entertainment                      | Wang Qing (王晴)                    | B      | C                 | B                 | Eliminada         | Eliminada         | 9             | 9                 | 13                | 27                | 33                | 39                | Eliminada         | Eliminada         | Eliminada         |
| K-L Entertainment                      | Yu Meihong (于美红)                 | C      | F                 | C                 | Eliminada         | Eliminada         | 25            | 28                | 30                | 30                | 39                | 41                | Eliminada         | Eliminada         | Eliminada         |
| K-L Entertainment                      | Lucia Chen (陈盈燕) 17 18           | C      | D                 | Eliminada         | Eliminada         | Eliminada         | 34            | 44                | 57                | Eliminada         | Eliminada         | Eliminada         | Eliminada         | Eliminada         | Eliminada         |
| K-L Entertainment                      | Zheng Chengcheng (郑丞丞) 18        | C      | F                 | Deixou programa   | Deixou programa   | Deixou programa   | 93            | Deixou o programa | Deixou o programa | Deixou o programa | Deixou o programa | Deixou o programa | Deixou o programa | Deixou o programa | Deixou o programa |
| AKB48 CHINA                            | Liu Nian (刘念)                     | C      | F                 | Salva             | Eliminada         | Eliminada         | 61            | 48                | 63                | 47                | 41                | 42                | Eliminada         | Eliminada         | Eliminada         |
| AKB48 CHINA                            | Mao Weijia (毛唯嘉)                 | D      | D                 | Eliminada         | Eliminada         | Eliminada         | 64            | 59                | 70                | Eliminada         | Eliminada         | Eliminada         | Eliminada         | Eliminada         | Eliminada         |
| YY Media                               | Fan Wei (范薇)                      | C      | C                 | C                 | C                 | Eliminada         | 22            | 24                | 26                | 24                | 30                | 33                | 28                | 28                | Eliminada         |
| YY Media                               | Liu Sixian (刘思纤)                 | D      | D                 | C                 | Eliminada         | Eliminada         | 76            | 41                | 34                | 50                | 52                | 54                | Eliminada         | Eliminada         | Eliminada         |
| YY Media                               | Wu Qian (吴茜)                      | D      | C                 | D                 | Eliminada         | Eliminada         | 74            | 78                | 51                | 54                | 57                | 57                | Eliminada         | Eliminada         | Eliminada         |
| YY Media                               | Xiang Yuxing (向俞星)               | C      | F                 | D                 | Eliminada         | Eliminada         | 30            | 64                | 46                | 56                | 58                | 56                | Eliminada         | Eliminada         | Eliminada         |
| YY Media                               | Chen Yifan (陈怡凡)                 | D      | D                 | Eliminada         | Eliminada         | Eliminada         | 66            | 70                | 81                | Eliminada         | Eliminada         | Eliminada         | Eliminada         | Eliminada         | Eliminada         |
| Sanmei Entertainment                   | Chiao Man-ting (焦曼婷)             | F      | D                 | B                 | B                 | Eliminada         | 19            | 19                | 24                | 28                | 20                | 22                | 33                | 35                | Eliminada         |
| Zhiyi Media                            | Ren Zhen (任真) 9                   | D      | D                 | Eliminada         | Eliminada         | Eliminada         | 73            | 63                | 66                | Eliminada         | Eliminada         | Eliminada         | Eliminada         | Eliminada         | Eliminada         |
| Zhiyi Media                            | Hu Yueer (胡悦儿) 9                 | D      | D                 | Eliminada         | Eliminada         | Eliminada         | 67            | 68                | 78                | Eliminada         | Eliminada         | Eliminada         | Eliminada         | Eliminada         | Eliminada         |
| Dream Entertainment                    | Ju Lin (菊麟)                       | D      | F                 | D                 | Eliminada         | Eliminada         | 71            | 81                | 50                | 42                | 45                | 45                | Eliminada         | Eliminada         | Eliminada         |
| Dream Entertainment                    | Shao Xia (邵夏)                     | F      | C                 | Eliminada         | Eliminada         | Eliminada         | 92            | 80                | 73                | Eliminada         | Eliminada         | Eliminada         | Eliminada         | Eliminada         | Eliminada         |
| Checkmate Entertainment                | Yang Han (杨晗)                     | C      | B                 | Eliminada         | Eliminada         | Eliminada         | 89            | 93                | 93                | Eliminada         | Eliminada         | Eliminada         | Eliminada         | Eliminada         | Eliminada         |
| Checkmate Entertainment                | Li Tianyun (李天韻) 10 11           | D      | D                 | Eliminada         | Eliminada         | Eliminada         | 43            | 67                | 80                | Eliminada         | Eliminada         | Eliminada         | Eliminada         | Eliminada         | Eliminada         |
| Z-Cherry Culture                       | Yang Bing (杨冰)                    | D      | F                 | D                 | Eliminada         | Eliminada         | 26            | 54                | 55                | 49                | 48                | 49                | Eliminada         | Eliminada         | Eliminada         |
| Z-Cherry Culture                       | Chen Yuyan (陈语嫣)                 | C      | B                 | Eliminada         | Eliminada         | Eliminada         | 41            | 71                | 82                | Eliminada         | Eliminada         | Eliminada         | Eliminada         | Eliminada         | Eliminada         |
| Z-Cherry Culture                       | Xia Shijie (夏诗洁)                 | F      | C                 | Eliminada         | Eliminada         | Eliminada         | 48            | 75                | 84                | Eliminada         | Eliminada         | Eliminada         | Eliminada         | Eliminada         | Eliminada         |
| Poodoo Entertainment                   | Wang Ting (王婷) 12                 | F      | B                 | D                 | C                 | Eliminada         | 50            | 52                | 45                | 31                | 43                | 34                | 32                | 31                | Eliminada         |
| Poodoo Entertainment                   | Gou Xueying (勾雪莹) 12             | D      | D                 | D                 | Eliminada         | Eliminada         | 69            | 66                | 47                | 40                | 47                | 48                | Eliminada         | Eliminada         | Eliminada         |
| Long WuTian Culture                    | Duan Aojuan (段奥娟)                | B      | C                 | A                 | A                 | A                 | 3             | 4                 | 6                 | 6                 | 8                 | 5                 | 4                 | 5                 | 4                 |
| Zimei Tao Culture                      | Gao Qiuzi (高秋梓) 13               | D      | D                 | B                 | A                 | A                 | 21            | 18                | 20                | 13                | 11                | 11                | 8                 | 10                | 16                |
| Zimei Tao Culture                      | Xu Mengjie (徐梦洁) 13              | C      | C                 | B                 | B                 | B                 | 13            | 15                | 15                | 16                | 16                | 16                | 15                | 16                | 11                |
| Zimei Tao Culture                      | Han Dan (韩丹) 13                   | D      | D                 | Eliminada         | Eliminada         | Eliminada         | 91            | 89                | 89                | Eliminada         | Eliminada         | Eliminada         | Eliminada         | Eliminada         | Eliminada         |
| ETM Academy                            | Liu Renyu (刘人语) 14               | A      | A                 | B                 | B                 | B                 | 24            | 22                | 22                | 14                | 15                | 15                | 14                | 13                | 13                |
| ETM Academy                            | Luo Yijia (罗奕佳) 14               | B      | B                 | B                 | C                 | Eliminada         | 44            | 27                | 23                | 36                | 31                | 32                | 36                | 36                | Eliminada         |
| ETM Academy                            | Su Ruiqi (苏芮琪) 14                | C      | B                 | C                 | C                 | Eliminada         | 78            | 29                | 28                | 39                | 29                | 29                | 21                | 25                | Eliminada         |
| ETM Academy                            | Ma Xingyu (马兴钰) 14               | D      | F                 | B                 | Eliminada         | Eliminada         | 28            | 25                | 25                | 58                | 55                | 53                | Eliminada         | Eliminada         | Eliminada         |
| ETM Academy                            | Zhang Jingxuan (张静萱) 14          | D      | F                 | Eliminada         | Eliminada         | Eliminada         | 95            | 53                | 62                | Eliminada         | Eliminada         | Eliminada         | Eliminada         | Eliminada         | Eliminada         |
| ETM Academy                            | Wang Yalin (王雅凛) 14              | C      | D                 | Eliminada         | Eliminada         | Eliminada         | 85            | 73                | 77                | Eliminada         | Eliminada         | Eliminada         | Eliminada         | Eliminada         | Eliminada         |
| ETM Academy                            | Yan Kexin (颜可欣) 14               | C      | D                 | Eliminada         | Eliminada         | Eliminada         | 97            | 97                | 98                | Eliminada         | Eliminada         | Eliminada         | Eliminada         | Eliminada         | Eliminada         |
| Rongyi Culture                         | Zhou Xue (周雪) 15                  | F      | C                 | Eliminada         | Eliminada         | Eliminada         | 53            | 49                | 60                | Eliminada         | Eliminada         | Eliminada         | Eliminada         | Eliminada         | Eliminada         |
| Ivy Culture                            | Lu Xiaocao (鹿小草)                 | D      | F                 | C                 | C                 | Eliminada         | 27            | 32                | 36                | 21                | 23                | 28                | 30                | 32                | Eliminada         |
| JC Universe Entertainment              | Yamy (郭颖)                         | A      | A                 | A                 | A                 | A                 | 1             | 2                 | 2                 | 3                 | 4                 | 4                 | 6                 | 4                 | 5                 |
| JC Universe Entertainment              | Wei Jin (魏瑾)                      | A → B  | B                 | C                 | C                 | Eliminada         | 39            | 30                | 32                | 32                | 32                | 27                | 31                | 30                | Eliminada         |
| JC Universe Entertainment              | Luo Yitian (罗怡恬)                 | C      | C                 | C                 | C                 | Eliminada         | 60            | 38                | 37                | 33                | 27                | 30                | 35                | 34                | Eliminada         |
| JC Universe Entertainment              | Du Jinyu (杜金雨)                   | C      | C                 | D                 | Eliminada         | Eliminada         | 59            | 37                | 44                | 46                | 38                | 37                | Eliminada         | Eliminada         | Eliminada         |
| JC Universe Entertainment              | Chou Chou (丑丑)                    | A → B  | B                 | D                 | Eliminada         | Eliminada         | 58            | 42                | 43                | 37                | 44                | 44                | Eliminada         | Eliminada         | Eliminada         |
| JC Universe Entertainment              | Luo Zhiyi (罗智仪)                  | B      | B                 | D                 | Eliminada         | Eliminada         | 70            | 39                | 41                | 44                | 49                | 50                | Eliminada         | Eliminada         | Eliminada         |
| Huanri Shiji Culture                   | Qiu Luqing (邱路晴)                 | D      | F                 | Eliminada         | Eliminada         | Eliminada         | 101           | 100               | 100               | Eliminada         | Eliminada         | Eliminada         | Eliminada         | Eliminada         | Eliminada         |
| Huanri Shiji Culture                   | Yin Rouyi (尹柔懿)                  | D      | F                 | Eliminada         | Eliminada         | Eliminada         | 86            | 90                | 91                | Eliminada         | Eliminada         | Eliminada         | Eliminada         | Eliminada         | Eliminada         |
| Huanri Shiji Culture                   | Zhu Jiaxi (朱佳希) (JC)             | D      | D                 | Eliminada         | Eliminada         | Eliminada         | 49            | 77                | 86                | Eliminada         | Eliminada         | Eliminada         | Eliminada         | Eliminada         | Eliminada         |
| Huaying Yixing                         | Li Ziting (李紫婷) พร้อมวิไล หลี่ศิริโรจน์ | A → B  | A                 | A                 | A                 | A                 | 11            | 11                | 11                | 11                | 6                 | 6                 | 5                 | 6                 | 9                 |
| DongLun Media                          | Wang Mohan (王莫涵)                 | D      | C                 | D                 | B                 | Eliminada         | 33            | 35                | 49                | 25                | 19                | 21                | 29                | 29                | Eliminada         |
| JOY Entertainment                      | Chen Yihan (陈意涵)                 | C      | F                 | C                 | C                 | B                 | 20            | 26                | 31                | 35                | 37                | 35                | 25                | 21                | 14                |
| JXJY Culture                           | Yin Rui (尹蕊)                      | F      | C                 | C                 | Eliminada         | Eliminada         | 45            | 50                | 39                | 53                | 54                | 58                | Eliminada         | Eliminada         | Eliminada         |
| Trainee Individual                     | Wang Ju (王菊) 19                   | C      | C                 | Salva             | B                 | A                 |               | 94                | 90                | 55                | 36                | 23                | 2                 | 2                 | 15                |
| Trainee Individual                     | Ge Jiahui (葛佳慧) 8                | D      | C                 | B                 | Eliminada         | Eliminada         | 10            | 14                | 14                | 34                | 42                | 43                | Eliminada         | Eliminada         | Eliminada         |
| Trainee Individual                     | Luo Tianshu (罗天舒)                | C      | C                 | Eliminada         | Eliminada         | Eliminada         | 82            | 91                | 92                | Eliminada         | Eliminada         | Eliminada         | Eliminada         | Eliminada         | Eliminada         |
| ReDu Music                             | Liu DanMeng (刘丹萌)                | A → B  | B                 | C                 | C                 | Eliminada         | 38            | 34                | 38                | 43                | 34                | 36                | 34                | 33                | Eliminada         |
| SDT Entertainment                      | Gao Yingxi (高颖浠) 19              | C      | A                 | C                 | B                 | B                 |               | 31                | 29                | 15                | 12                | 12                | 13                | 14                | 17                |
| SDT Entertainment                      | Wu Qianying (吴芊盈) 19             | B      | A                 | C                 | C                 | Eliminada         |               | 33                | 33                | 22                | 24                | 24                | 27                | 27                | Eliminada         |
| Esee Model Management                  | Re Yina (热依娜) 19                 | A      | F                 | B                 | Eliminada         | Eliminada         |               | 21                | 21                | 26                | 35                | 40                | Eliminada         | Eliminada         | Eliminada         |
| RealShow Entertainment                 | Cindy 16                            | F      | Eliminada         | Eliminada         | Eliminada         | Eliminada         | 15            | Eliminada         | Eliminada         | Eliminada         | Eliminada         | Eliminada         | Eliminada         | Eliminada         | Eliminada         |
| RealShow Entertainment                 | Dora 16                             | F      | Eliminada         | Eliminada         | Eliminada         | Eliminada         | 68            | Eliminada         | Eliminada         | Eliminada         | Eliminada         | Eliminada         | Eliminada         | Eliminada         | Eliminada         |
| RealShow Entertainment                 | Abby 16                             | F      | Deixou o programa | Deixou o programa | Deixou o programa | Deixou o programa | 23            | Deixou o programa | Deixou o programa | Deixou o programa | Deixou o programa | Deixou o programa | Deixou o programa | Deixou o programa | Deixou o programa |

### Top 11
|    | E02                     | E03                    | E04                       | E05                    | E06                    | E07                    | E08                   | E09                   | E10                   |
| -- | ----------------------- | ---------------------- | ------------------------- | ---------------------- | ---------------------- | ---------------------- | --------------------- | --------------------- | --------------------- |
| 1  | Yamy (郭颖)             | Wu Xuanyi (吴宣仪)     | Wu Xuanyi (吴宣仪)</small | Meng Meiqi (孟美岐)    | Meng Meiqi (孟美岐)    | Meng Meiqi (孟美岐)    | Meng Meiqi (孟美岐)   | Meng Meiqi (孟美岐)   | Meng Meiqi (孟美岐)   |
| 2  | Qiang Dongyue (强东玥)  | Yamy (郭颖)            | Yamy (郭颖)               | Wu Xuanyi (吴宣仪)     | Yang Chaoyue (杨超越)  | Yang Chaoyue (杨超越)  | Wang Ju (王菊)        | Wang Ju (王菊)        | Wu Xuanyi (吴宣仪)    |
| 3  | Duan Aojuan (段奥娟)    | Yang Chaoyue (杨超越)  | Yang Chaoyue (杨超越)     | Yamy (郭颖)            | Wu Xuanyi (吴宣仪)     | Wu Xuanyi (吴宣仪)     | Wu Xuanyi (吴宣仪)    | Wu Xuanyi (吴宣仪)    | Yang Chaoyue (杨超越) |
| 4  | Yang Chaoyue (杨超越)   | Duan Aojuan (段奥娟)   | Meng Meiqi (孟美岐)       | Yang Chaoyue (杨超越)  | Yamy (郭颖)            | Yamy (郭颖)            | Duan Aojuan (段奥娟)  | Yamy (郭颖)           | Duan Aojuan (段奥娟)  |
| 5  | Wu Xuanyi (吴宣仪)      | Qiang Dongyue (强东玥) | Qiang Dongyue (强东玥)    | Zhang Zining (张紫宁)  | Zhang Zining (张紫宁)  | Duan Aojuan (段奥娟)   | Li Ziting (李紫婷)    | Duan Aojuan (段奥娟)  | Yamy (郭颖)           |
| 6  | Sunnee (杨芸晴)         | Meng Meiqi (孟美岐)    | Duan Aojuan (段奥娟)      | Duan Aojuan (段奥娟)   | Li Ziting (李紫婷)     | Li Ziting (李紫婷)     | Yamy (郭颖)           | Li Ziting (李紫婷)    | Lai Meiyun (赖美云)   |
| 7  | Kimberley Chen (陈芳语) | Sunnee (杨芸晴)        | Sunnee (杨芸晴)           | Qiang Dongyue (强东玥) | Sunnee (杨芸晴)        | Zhang Zining (张紫宁)  | Lai Meiyun (赖美云)   | Yang Chaoyue (杨超越) | Zhang Zining (张紫宁) |
| 8  | Fu Jing (傅菁)          | Fu Jing (傅菁)         | Kimberley Chen (陈芳语)   | Sunnee (杨芸晴)        | Duan Aojuan (段奥娟)   | Sunnee (杨芸晴)        | Gao Qiuzi (高秋梓)    | Zhang Zining (张紫宁) | Sunnee (杨芸晴)       |
| 9  | Wang Qing (王晴)        | Wang Qing (王晴)       | Li Zixuan (李子璇)        | Fu Jing (傅菁)         | Fu Jing (傅菁)         | Fu Jing (傅菁)         | Yang Chaoyue (杨超越) | Lai Meiyun (赖美云)   | Li Ziting (李紫婷)    |
| 10 | Ge Jiahui (葛佳慧)      | Li Zixuan (李子璇)     | Fu Jing (傅菁)            | Li Zixuan (李子璇)     | Qiang Dongyue (强东玥) | Qiang Dongyue (强东玥) | Zhang Zining (张紫宁) | Gao Qiuzi (高秋梓)    | Fu Jing (傅菁)        |
| 11 | Li Ziting (李紫婷)      | Li Ziting (李紫婷)     | Li Ziting (李紫婷)        | Li Ziting (李紫婷)     | Gao Qiuzi (高秋梓)     | Gao Qiuzi (高秋梓)     | Sunnee (杨芸晴)       | Sunnee (杨芸晴)       | Xu Mengjie (徐梦洁)   |

## Missões

### Missão 1: Batalha de grupos
Legenda
- Grupo vencedor
- "Skilled" Centre
- "Diligent" Centre

| # | Grupo                             | Artista original | Música                                         | Nome do grupo                                 | Participantes          |
| - | --------------------------------- | ---------------- | ---------------------------------------------- | --------------------------------------------- | ---------------------- |
| 1 | 斌斌的啦 (Ella and Hu Yanbin)     | S.H.E            | 中国话 (Chinese Language)                      | 酱酱酱酱酱酱 (JiangJiangJiangJiangJiangJiang) | Yamy                   |
| 1 | 斌斌的啦 (Ella and Hu Yanbin)     | S.H.E            | 中国话 (Chinese Language)                      | 酱酱酱酱酱酱 (JiangJiangJiangJiangJiangJiang) | Wei Jin                |
| 1 | 斌斌的啦 (Ella and Hu Yanbin)     | S.H.E            | 中国话 (Chinese Language)                      | 酱酱酱酱酱酱 (JiangJiangJiangJiangJiangJiang) | Mena                   |
| 1 | 斌斌的啦 (Ella and Hu Yanbin)     | S.H.E            | 中国话 (Chinese Language)                      | 酱酱酱酱酱酱 (JiangJiangJiangJiangJiangJiang) | Du Jinyu               |
| 1 | 斌斌的啦 (Ella and Hu Yanbin)     | S.H.E            | 中国话 (Chinese Language)                      | 酱酱酱酱酱酱 (JiangJiangJiangJiangJiangJiang) | Ni Quiyun              |
| 1 | 斌斌的啦 (Ella and Hu Yanbin)     | S.H.E            | 中国话 (Chinese Language)                      | 酱酱酱酱酱酱 (JiangJiangJiangJiangJiangJiang) | Wang Ju                |
| 1 | 志杰晋级 (Zhang Jie and Show Luo) | Hua Chenyu       | 异类 (Aliens)                                  | 闭眼玩家 (Close-Eyed Player)                  | Ju Lin                 |
| 1 | 志杰晋级 (Zhang Jie and Show Luo) | Hua Chenyu       | 异类 (Aliens)                                  | 闭眼玩家 (Close-Eyed Player)                  | Li TianYyun            |
| 1 | 志杰晋级 (Zhang Jie and Show Luo) | Hua Chenyu       | 异类 (Aliens)                                  | 闭眼玩家 (Close-Eyed Player)                  | Blair                  |
| 1 | 志杰晋级 (Zhang Jie and Show Luo) | Hua Chenyu       | 异类 (Aliens)                                  | 闭眼玩家 (Close-Eyed Player)                  | Gou Xueying            |
| 1 | 志杰晋级 (Zhang Jie and Show Luo) | Hua Chenyu       | 异类 (Aliens)                                  | 闭眼玩家 (Close-Eyed Player)                  | JC                     |
| 1 | 志杰晋级 (Zhang Jie and Show Luo) | Hua Chenyu       | 异类 (Aliens)                                  | 闭眼玩家 (Close-Eyed Player)                  | Yin Rouyi              |
| 2 | 志杰晋级 (Zhang Jie and Show Luo) | Mayday           | 我又初恋了 (Another First Love)                | 你的初恋 (Your First Love)                    | Wu Xuanyi              |
| 2 | 志杰晋级 (Zhang Jie and Show Luo) | Mayday           | 我又初恋了 (Another First Love)                | 你的初恋 (Your First Love)                    | Luo Yitian             |
| 2 | 志杰晋级 (Zhang Jie and Show Luo) | Mayday           | 我又初恋了 (Another First Love)                | 你的初恋 (Your First Love)                    | Luo Zhiyi              |
| 2 | 志杰晋级 (Zhang Jie and Show Luo) | Mayday           | 我又初恋了 (Another First Love)                | 你的初恋 (Your First Love)                    | Wu Qian                |
| 2 | 志杰晋级 (Zhang Jie and Show Luo) | Mayday           | 我又初恋了 (Another First Love)                | 你的初恋 (Your First Love)                    | Wang Yiran             |
| 2 | 志杰晋级 (Zhang Jie and Show Luo) | Mayday           | 我又初恋了 (Another First Love)                | 你的初恋 (Your First Love)                    | Yang Ruihan            |
| 2 | 斌斌的啦 (Ella and Hu Yanbin)     | Maroon 5         | Sugar                                          | 怎么看怎么丑 (Ugly however you look)          | Sunnee                 |
| 2 | 斌斌的啦 (Ella and Hu Yanbin)     | Maroon 5         | Sugar                                          | 怎么看怎么丑 (Ugly however you look)          | Li Zixuan              |
| 2 | 斌斌的啦 (Ella and Hu Yanbin)     | Maroon 5         | Sugar                                          | 怎么看怎么丑 (Ugly however you look)          | Xu Mengjie             |
| 2 | 斌斌的啦 (Ella and Hu Yanbin)     | Maroon 5         | Sugar                                          | 怎么看怎么丑 (Ugly however you look)          | Xu Jingyun             |
| 2 | 斌斌的啦 (Ella and Hu Yanbin)     | Maroon 5         | Sugar                                          | 怎么看怎么丑 (Ugly however you look)          | Liu Danmeng            |
| 2 | 斌斌的啦 (Ella and Hu Yanbin)     | Maroon 5         | Sugar                                          | 怎么看怎么丑 (Ugly however you look)          | Yin Rui                |
| 2 | 斌斌的啦 (Ella and Hu Yanbin)     | Maroon 5         | Sugar                                          | 怎么看怎么丑 (Ugly however you look)          | Re Yina                |
| 3 | 志杰晋级 (Zhang Jie and Show Luo) | Mavis Fan        | 那种女孩 (That Kind of Girl)                   | 要你管哦 (Not your business)                  | Chen Fangyu            |
| 3 | 志杰晋级 (Zhang Jie and Show Luo) | Mavis Fan        | 那种女孩 (That Kind of Girl)                   | 要你管哦 (Not your business)                  | Chen Yuyan             |
| 3 | 志杰晋级 (Zhang Jie and Show Luo) | Mavis Fan        | 那种女孩 (That Kind of Girl)                   | 要你管哦 (Not your business)                  | Lin Jia'an             |
| 3 | 志杰晋级 (Zhang Jie and Show Luo) | Mavis Fan        | 那种女孩 (That Kind of Girl)                   | 要你管哦 (Not your business)                  | Liu Yushan             |
| 3 | 志杰晋级 (Zhang Jie and Show Luo) | Mavis Fan        | 那种女孩 (That Kind of Girl)                   | 要你管哦 (Not your business)                  | Wu Yunting             |
| 3 | 志杰晋级 (Zhang Jie and Show Luo) | Mavis Fan        | 那种女孩 (That Kind of Girl)                   | 要你管哦 (Not your business)                  | Qiu Luqing             |
| 3 | 斌斌的啦 (Ella and Hu Yanbin)     | Tanya Chua       | 红色高跟鞋 (Red High Heels)                    | Hotty                                         | Li Ziting              |
| 3 | 斌斌的啦 (Ella and Hu Yanbin)     | Tanya Chua       | 红色高跟鞋 (Red High Heels)                    | Hotty                                         | Zhang Jingxuan         |
| 3 | 斌斌的啦 (Ella and Hu Yanbin)     | Tanya Chua       | 红色高跟鞋 (Red High Heels)                    | Hotty                                         | Wu Yingxiang           |
| 3 | 斌斌的啦 (Ella and Hu Yanbin)     | Tanya Chua       | 红色高跟鞋 (Red High Heels)                    | Hotty                                         | Liu Sixian             |
| 3 | 斌斌的啦 (Ella and Hu Yanbin)     | Tanya Chua       | 红色高跟鞋 (Red High Heels)                    | Hotty                                         | Zhang Yuwen            |
| 4 | 斌斌的啦 (Ella and Hu Yanbin)     | JJ Lin           | 不潮不用花钱 (High Fashion)                    | Super Lady                                    | Fu Jing                |
| 4 | 斌斌的啦 (Ella and Hu Yanbin)     | JJ Lin           | 不潮不用花钱 (High Fashion)                    | Super Lady                                    | Wang Mohan             |
| 4 | 斌斌的啦 (Ella and Hu Yanbin)     | JJ Lin           | 不潮不用花钱 (High Fashion)                    | Super Lady                                    | Xia Shijie             |
| 4 | 斌斌的啦 (Ella and Hu Yanbin)     | JJ Lin           | 不潮不用花钱 (High Fashion)                    | Super Lady                                    | Wang Ting              |
| 4 | 斌斌的啦 (Ella and Hu Yanbin)     | JJ Lin           | 不潮不用花钱 (High Fashion)                    | Super Lady                                    | Qi Yandi               |
| 4 | 斌斌的啦 (Ella and Hu Yanbin)     | JJ Lin           | 不潮不用花钱 (High Fashion)                    | Super Lady                                    | Shao Xia               |
| 4 | 志杰晋级 (Zhang Jie and Show Luo) | Show Luo         | 撑腰 (Support)                                 | 罩腰镜 (Waist-Support Mirror)                 | Meng Meiqi             |
| 4 | 志杰晋级 (Zhang Jie and Show Luo) | Show Luo         | 撑腰 (Support)                                 | 罩腰镜 (Waist-Support Mirror)                 | Zhang Xi               |
| 4 | 志杰晋级 (Zhang Jie and Show Luo) | Show Luo         | 撑腰 (Support)                                 | 罩腰镜 (Waist-Support Mirror)                 | Jiang Jinger           |
| 4 | 志杰晋级 (Zhang Jie and Show Luo) | Show Luo         | 撑腰 (Support)                                 | 罩腰镜 (Waist-Support Mirror)                 | Zhou Xue               |
| 4 | 志杰晋级 (Zhang Jie and Show Luo) | Show Luo         | 撑腰 (Support)                                 | 罩腰镜 (Waist-Support Mirror)                 | Jiang Shen             |
| 4 | 志杰晋级 (Zhang Jie and Show Luo) | Show Luo         | 撑腰 (Support)                                 | 罩腰镜 (Waist-Support Mirror)                 | Chen Yifan             |
| 5 | 斌斌的啦 (Ella and Hu Yanbin)     | Mavis Fan        | 你的甜蜜 (Your Sweetness)                      | 螃蟹研究队 (Crab Investigation Team)          | Zhu Tiantian           |
| 5 | 斌斌的啦 (Ella and Hu Yanbin)     | Mavis Fan        | 你的甜蜜 (Your Sweetness)                      | 螃蟹研究队 (Crab Investigation Team)          | Fan Wei                |
| 5 | 斌斌的啦 (Ella and Hu Yanbin)     | Mavis Fan        | 你的甜蜜 (Your Sweetness)                      | 螃蟹研究队 (Crab Investigation Team)          | Liu Dexi               |
| 5 | 斌斌的啦 (Ella and Hu Yanbin)     | Mavis Fan        | 你的甜蜜 (Your Sweetness)                      | 螃蟹研究队 (Crab Investigation Team)          | Lin Junyi              |
| 5 | 斌斌的啦 (Ella and Hu Yanbin)     | Mavis Fan        | 你的甜蜜 (Your Sweetness)                      | 螃蟹研究队 (Crab Investigation Team)          | Ren Zhen               |
| 5 | 斌斌的啦 (Ella and Hu Yanbin)     | Mavis Fan        | 你的甜蜜 (Your Sweetness)                      | 螃蟹研究队 (Crab Investigation Team)          | Liu Niyi               |
| 5 | 斌斌的啦 (Ella and Hu Yanbin)     | Mavis Fan        | 你的甜蜜 (Your Sweetness)                      | 螃蟹研究队 (Crab Investigation Team)          | Gao Yingxi             |
| 5 | 志杰晋级 (Zhang Jie and Show Luo) | TFBOYS           | 宠爱 (Tender Love)                             | 让我宠你吧 (Let us give you tender love)      | Liu Renyu              |
| 5 | 志杰晋级 (Zhang Jie and Show Luo) | TFBOYS           | 宠爱 (Tender Love)                             | 让我宠你吧 (Let us give you tender love)      | Wang Qing              |
| 5 | 志杰晋级 (Zhang Jie and Show Luo) | TFBOYS           | 宠爱 (Tender Love)                             | 让我宠你吧 (Let us give you tender love)      | Zhao Yaoke             |
| 5 | 志杰晋级 (Zhang Jie and Show Luo) | TFBOYS           | 宠爱 (Tender Love)                             | 让我宠你吧 (Let us give you tender love)      | Chen Yingyan           |
| 5 | 志杰晋级 (Zhang Jie and Show Luo) | TFBOYS           | 宠爱 (Tender Love)                             | 让我宠你吧 (Let us give you tender love)      | Yang Han               |
| 5 | 志杰晋级 (Zhang Jie and Show Luo) | TFBOYS           | 宠爱 (Tender Love)                             | 让我宠你吧 (Let us give you tender love)      | Wang Juemeng           |
| 6 | 斌斌的啦 (Ella and Hu Yanbin)     | Jay Chou         | 爷爷泡的茶 (Grandfather's Tea)                 | 状元功夫茶 (Champion Kung Fu Tea)             | Qiang DongYue          |
| 6 | 斌斌的啦 (Ella and Hu Yanbin)     | Jay Chou         | 爷爷泡的茶 (Grandfather's Tea)                 | 状元功夫茶 (Champion Kung Fu Tea)             | Chiao Manting          |
| 6 | 斌斌的啦 (Ella and Hu Yanbin)     | Jay Chou         | 爷爷泡的茶 (Grandfather's Tea)                 | 状元功夫茶 (Champion Kung Fu Tea)             | Lu Xiaoyu              |
| 6 | 斌斌的啦 (Ella and Hu Yanbin)     | Jay Chou         | 爷爷泡的茶 (Grandfather's Tea)                 | 状元功夫茶 (Champion Kung Fu Tea)             | Zhang Xinyue           |
| 6 | 斌斌的啦 (Ella and Hu Yanbin)     | Jay Chou         | 爷爷泡的茶 (Grandfather's Tea)                 | 状元功夫茶 (Champion Kung Fu Tea)             | Tan Churan (Chou Chou) |
| 6 | 斌斌的啦 (Ella and Hu Yanbin)     | Jay Chou         | 爷爷泡的茶 (Grandfather's Tea)                 | 状元功夫茶 (Champion Kung Fu Tea)             | Luo Tianshu            |
| 6 | 斌斌的啦 (Ella and Hu Yanbin)     | Jay Chou         | 爷爷泡的茶 (Grandfather's Tea)                 | 状元功夫茶 (Champion Kung Fu Tea)             | Han Dan                |
| 6 | 志杰晋级 (Zhang Jie and Show Luo) | BAAD             | 好想大声说爱你 (Want to loudly say I love you) | 哆唻咪发嗦啦嘻哆 (Do Re Mi Fa So La Ti Do)    | Lu Xiaocao             |
| 6 | 志杰晋级 (Zhang Jie and Show Luo) | BAAD             | 好想大声说爱你 (Want to loudly say I love you) | 哆唻咪发嗦啦嘻哆 (Do Re Mi Fa So La Ti Do)    | Zhang Zining           |
| 6 | 志杰晋级 (Zhang Jie and Show Luo) | BAAD             | 好想大声说爱你 (Want to loudly say I love you) | 哆唻咪发嗦啦嘻哆 (Do Re Mi Fa So La Ti Do)    | Yang Meiling           |
| 6 | 志杰晋级 (Zhang Jie and Show Luo) | BAAD             | 好想大声说爱你 (Want to loudly say I love you) | 哆唻咪发嗦啦嘻哆 (Do Re Mi Fa So La Ti Do)    | Su Ruiqi               |
| 6 | 志杰晋级 (Zhang Jie and Show Luo) | BAAD             | 好想大声说爱你 (Want to loudly say I love you) | 哆唻咪发嗦啦嘻哆 (Do Re Mi Fa So La Ti Do)    | Lui Jiaying            |
| 6 | 志杰晋级 (Zhang Jie and Show Luo) | BAAD             | 好想大声说爱你 (Want to loudly say I love you) | 哆唻咪发嗦啦嘻哆 (Do Re Mi Fa So La Ti Do)    | Wang Manjun            |
| 6 | 志杰晋级 (Zhang Jie and Show Luo) | BAAD             | 好想大声说爱你 (Want to loudly say I love you) | 哆唻咪发嗦啦嘻哆 (Do Re Mi Fa So La Ti Do)    | Yan Kexin              |
| 7 | 志杰晋级 (Zhang Jie and Show Luo) | Jacky Cheung     | 头发乱了 (Hair is Messy)                       | 洗剪吹 (Wash Cut Dry)                         | Zhang Xinjie           |
| 7 | 志杰晋级 (Zhang Jie and Show Luo) | Jacky Cheung     | 头发乱了 (Hair is Messy)                       | 洗剪吹 (Wash Cut Dry)                         | Zhang Xinlei           |
| 7 | 志杰晋级 (Zhang Jie and Show Luo) | Jacky Cheung     | 头发乱了 (Hair is Messy)                       | 洗剪吹 (Wash Cut Dry)                         | Ge JiaHui              |
| 7 | 志杰晋级 (Zhang Jie and Show Luo) | Jacky Cheung     | 头发乱了 (Hair is Messy)                       | 洗剪吹 (Wash Cut Dry)                         | Yang Bing              |
| 7 | 志杰晋级 (Zhang Jie and Show Luo) | Jacky Cheung     | 头发乱了 (Hair is Messy)                       | 洗剪吹 (Wash Cut Dry)                         | Mao Weijia             |
| 7 | 志杰晋级 (Zhang Jie and Show Luo) | Jacky Cheung     | 头发乱了 (Hair is Messy)                       | 洗剪吹 (Wash Cut Dry)                         | Hu Yue'er              |
| 7 | 斌斌的啦 (Ella and Hu Yanbin)     | Dragon Pig       | 全部都是你 (All About You)                     | 一队 (A Team)                                 | Jiang Yanxi            |
| 7 | 斌斌的啦 (Ella and Hu Yanbin)     | Dragon Pig       | 全部都是你 (All About You)                     | 一队 (A Team)                                 | Yang Chaoyue           |
| 7 | 斌斌的啦 (Ella and Hu Yanbin)     | Dragon Pig       | 全部都是你 (All About You)                     | 一队 (A Team)                                 | Wu Xiaoxuan            |
| 7 | 斌斌的啦 (Ella and Hu Yanbin)     | Dragon Pig       | 全部都是你 (All About You)                     | 一队 (A Team)                                 | Yang Meiqi             |
| 7 | 斌斌的啦 (Ella and Hu Yanbin)     | Dragon Pig       | 全部都是你 (All About You)                     | 一队 (A Team)                                 | Pan Junya              |
| 7 | 斌斌的啦 (Ella and Hu Yanbin)     | Dragon Pig       | 全部都是你 (All About You)                     | 一队 (A Team)                                 | Xu Shiyin              |
| 8 | 志杰晋级 (Zhang Jie and Show Luo) | Cyndi Wang       | 爱你 (Love You)                                | 中华田园动物园 (China's Countryside Zoo)      | Duan Aojuan            |
| 8 | 志杰晋级 (Zhang Jie and Show Luo) | Cyndi Wang       | 爱你 (Love You)                                | 中华田园动物园 (China's Countryside Zoo)      | Lai Meiyun             |
| 8 | 志杰晋级 (Zhang Jie and Show Luo) | Cyndi Wang       | 爱你 (Love You)                                | 中华田园动物园 (China's Countryside Zoo)      | Liu Nian               |
| 8 | 志杰晋级 (Zhang Jie and Show Luo) | Cyndi Wang       | 爱你 (Love You)                                | 中华田园动物园 (China's Countryside Zoo)      | Wu Qianying            |
| 8 | 志杰晋级 (Zhang Jie and Show Luo) | Cyndi Wang       | 爱你 (Love You)                                | 中华田园动物园 (China's Countryside Zoo)      | Zhang Chuhan           |
| 8 | 志杰晋级 (Zhang Jie and Show Luo) | Cyndi Wang       | 爱你 (Love You)                                | 中华田园动物园 (China's Countryside Zoo)      | Xiang Yuxing           |
| 8 | 志杰晋级 (Zhang Jie and Show Luo) | Cyndi Wang       | 爱你 (Love You)                                | 中华田园动物园 (China's Countryside Zoo)      | Chen Yihan             |
| 8 | 斌斌的啦 (Ella and Hu Yanbin)     | Make-Up          | 少女圣斗士 (Saint Seiya)                       | 炎燚圣斗士 (Brightly Burning Warriors)        | Luo Yijia              |
| 8 | 斌斌的啦 (Ella and Hu Yanbin)     | Make-Up          | 少女圣斗士 (Saint Seiya)                       | 炎燚圣斗士 (Brightly Burning Warriors)        | Gao Quizi              |
| 8 | 斌斌的啦 (Ella and Hu Yanbin)     | Make-Up          | 少女圣斗士 (Saint Seiya)                       | 炎燚圣斗士 (Brightly Burning Warriors)        | Ma Xingyu              |
| 8 | 斌斌的啦 (Ella and Hu Yanbin)     | Make-Up          | 少女圣斗士 (Saint Seiya)                       | 炎燚圣斗士 (Brightly Burning Warriors)        | Rui Meng               |
| 8 | 斌斌的啦 (Ella and Hu Yanbin)     | Make-Up          | 少女圣斗士 (Saint Seiya)                       | 炎燚圣斗士 (Brightly Burning Warriors)        | Wang Yaling            |
| 8 | 斌斌的啦 (Ella and Hu Yanbin)     | Make-Up          | 少女圣斗士 (Saint Seiya)                       | 炎燚圣斗士 (Brightly Burning Warriors)        | Yu Meihong             |

### Missão 2: Avaliação de posição
Legenda
- Rainha da popularidade
- Trainees em espera

Negrito representa a pessoa que escolheu as integrantes do grupo (trainees com as classificações mais altas na eliminação anterior)
| #  | Posição    | Artista original | Música                              | Nome do grupo                                                                        | Participante           | Votos |
| -- | ---------- | ---------------- | ----------------------------------- | ------------------------------------------------------------------------------------ | ---------------------- | ----- |
| 1  | Dança      | Gong Linna       | 忐忑 (Uneasy)                       | 美人鱼 (Mermaids)                                                                    | Meng Meiqi             | 562   |
| 1  | Dança      | Gong Linna       | 忐忑 (Uneasy)                       | 美人鱼 (Mermaids)                                                                    | Du Jinyu               | 123   |
| 1  | Dança      | Gong Linna       | 忐忑 (Uneasy)                       | 美人鱼 (Mermaids)                                                                    | Mena                   | 208   |
| 1  | Dança      | Gong Linna       | 忐忑 (Uneasy)                       | 美人鱼 (Mermaids)                                                                    | Yang Bing              | 268   |
| 1  | Dança      | Gong Linna       | 忐忑 (Uneasy)                       | 美人鱼 (Mermaids)                                                                    | Jiang Shen             | 533   |
| 2  | Composição | -                | 木兰说 (Mulan Says)                 | 走火入魔之太太你有事吗 (Madam, do you have a problem with getting obsessed?)         | Yamy                   | 348   |
| 2  | Composição | -                | 木兰说 (Mulan Says)                 | 走火入魔之太太你有事吗 (Madam, do you have a problem with getting obsessed?)         | Sunnee                 | 346   |
| 2  | Composição | -                | 木兰说 (Mulan Says)                 | 走火入魔之太太你有事吗 (Madam, do you have a problem with getting obsessed?)         | Wei Jin                | 404   |
| 2  | Composição | -                | 木兰说 (Mulan Says)                 | 走火入魔之太太你有事吗 (Madam, do you have a problem with getting obsessed?)         | Ge Jiahui              | 104   |
| 2  | Composição | -                | 木兰说 (Mulan Says)                 | 走火入魔之太太你有事吗 (Madam, do you have a problem with getting obsessed?)         | Chiao Manting          | 304   |
| 2  | Composição | -                | 木兰说 (Mulan Says)                 | 走火入魔之太太你有事吗 (Madam, do you have a problem with getting obsessed?)         | Wang Ju                | 253   |
| 3  | Composição | -                | 麻烦少女 (Troublesome Girl)         | -                                                                                    | Yang Chaoyue           | 252   |
| 3  | Composição | -                | 麻烦少女 (Troublesome Girl)         | -                                                                                    | Chen Yihan             | 417   |
| 3  | Composição | -                | 麻烦少女 (Troublesome Girl)         | -                                                                                    | Lu Xiaocao             | 232   |
| 3  | Composição | -                | 麻烦少女 (Troublesome Girl)         | -                                                                                    | Liu Renyu              | 526   |
| 3  | Composição | -                | 麻烦少女 (Troublesome Girl)         | -                                                                                    | Tan Churan (Chou Chou) | 172   |
| 3  | Composição | -                | 麻烦少女 (Troublesome Girl)         | -                                                                                    | Xu Shiyin              | 219   |
| 4  | Vocal      | Stefanie Sun     | 逆光 (Against the Light)            | 水晶晶 (The Crystals)                                                                | Chen Fangyu            | 326   |
| 4  | Vocal      | Stefanie Sun     | 逆光 (Against the Light)            | 水晶晶 (The Crystals)                                                                | Li Ziting              | 569   |
| 4  | Vocal      | Stefanie Sun     | 逆光 (Against the Light)            | 水晶晶 (The Crystals)                                                                | Wu Yingxiang           | 430   |
| 4  | Vocal      | Stefanie Sun     | 逆光 (Against the Light)            | 水晶晶 (The Crystals)                                                                | Liu Dexi               | 309   |
| 4  | Vocal      | Stefanie Sun     | 逆光 (Against the Light)            | 水晶晶 (The Crystals)                                                                | Chen Yuyan             | 119   |
| 5  | Dança      | Huang Zitao      | Promise                             | 天天用实力说话 (Using our abilities to speak everyday)                               | Wu Xuanyi              | 508   |
| 5  | Dança      | Huang Zitao      | Promise                             | 天天用实力说话 (Using our abilities to speak everyday)                               | Jiang Jinger           | 254   |
| 5  | Dança      | Huang Zitao      | Promise                             | 天天用实力说话 (Using our abilities to speak everyday)                               | Ju Lin                 | 255   |
| 5  | Dança      | Huang Zitao      | Promise                             | 天天用实力说话 (Using our abilities to speak everyday)                               | Zhang Chuhan           | 310   |
| 5  | Dança      | Huang Zitao      | Promise                             | 天天用实力说话 (Using our abilities to speak everyday)                               | Wang Mohan             | 310   |
| 5  | Dança      | Huang Zitao      | Promise                             | 天天用实力说话 (Using our abilities to speak everyday)                               | Zhu Tiantian           | 91    |
| 6  | Dança      | Taylor Swift     | Look What You Made Me Do            | Surprise                                                                             | Xu Mengjie             | 491   |
| 6  | Dança      | Taylor Swift     | Look What You Made Me Do            | Surprise                                                                             | Luo Yitian             | 321   |
| 6  | Dança      | Taylor Swift     | Look What You Made Me Do            | Surprise                                                                             | Su Ruiqi               | 323   |
| 6  | Dança      | Taylor Swift     | Look What You Made Me Do            | Surprise                                                                             | Wu Qian                | 224   |
| 6  | Dança      | Taylor Swift     | Look What You Made Me Do            | Surprise                                                                             | Xiang Yuxing           | 361   |
| 7  | Vocal      | ONE OK ROCK      | Liar                                | 佛系少女 (Buddhist Girls)                                                            | Fu Jing                | 397   |
| 7  | Vocal      | ONE OK ROCK      | Liar                                | 佛系少女 (Buddhist Girls)                                                            | Zhang Zining           | 465   |
| 7  | Vocal      | ONE OK ROCK      | Liar                                | 佛系少女 (Buddhist Girls)                                                            | Qi Yandi               | 206   |
| 7  | Vocal      | ONE OK ROCK      | Liar                                | 佛系少女 (Buddhist Girls)                                                            | Luo Yijia              | 99    |
| 8  | Dança      | Xiao Quan        | 海草舞 (Seaweed Dance)              | 海草帮 (Seaweed Gang)                                                                | Li Zixuan              | 423   |
| 8  | Dança      | Xiao Quan        | 海草舞 (Seaweed Dance)              | 海草帮 (Seaweed Gang)                                                                | Wu Qianying            | 442   |
| 8  | Dança      | Xiao Quan        | 海草舞 (Seaweed Dance)              | 海草帮 (Seaweed Gang)                                                                | Yu Meihong             | 326   |
| 8  | Dança      | Xiao Quan        | 海草舞 (Seaweed Dance)              | 海草帮 (Seaweed Gang)                                                                | Zhang Xi               | 239   |
| 8  | Dança      | Xiao Quan        | 海草舞 (Seaweed Dance)              | 海草帮 (Seaweed Gang)                                                                | Ma Xingyu              | 119   |
| 9  | Vocal      | DJ Snake         | Let Me Love You                     | 白雪女王和公主们 (Snow White Queens and Princesses)                                  | Duan Aojuan            | 420   |
| 9  | Vocal      | DJ Snake         | Let Me Love You                     | 白雪女王和公主们 (Snow White Queens and Princesses)                                  | Xu Jingyun             | 479   |
| 9  | Vocal      | DJ Snake         | Let Me Love You                     | 白雪女王和公主们 (Snow White Queens and Princesses)                                  | Lai Meiyun             | 458   |
| 9  | Vocal      | DJ Snake         | Let Me Love You                     | 白雪女王和公主们 (Snow White Queens and Princesses)                                  | Gao Qiuzi              | 352   |
| 9  | Vocal      | DJ Snake         | Let Me Love You                     | 白雪女王和公主们 (Snow White Queens and Princesses)                                  | Liu Nian               | 151   |
| 10 | Dança      | Tiger Hu         | 覅忒好 (Can't Get Better Than This) | 新郎团 (Bridegroom Team)                                                             | Zhao Yaoke             | 295   |
| 10 | Dança      | Tiger Hu         | 覅忒好 (Can't Get Better Than This) | 新郎团 (Bridegroom Team)                                                             | Wang Ting              | 396   |
| 10 | Dança      | Tiger Hu         | 覅忒好 (Can't Get Better Than This) | 新郎团 (Bridegroom Team)                                                             | Liu Danmeng            | 271   |
| 10 | Dança      | Tiger Hu         | 覅忒好 (Can't Get Better Than This) | 新郎团 (Bridegroom Team)                                                             | Luo Zhiyi              | 232   |
| 10 | Dança      | Tiger Hu         | 覅忒好 (Can't Get Better Than This) | 新郎团 (Bridegroom Team)                                                             | Yang Han               | 254   |
| 11 | Vocal      | Yoon Mi-rae      | Always                              | 裙子特大号 爱你的心也特大号 (Supersized dresses and supersized hearts that love you) | Qiang Dongyue          | 284   |
| 11 | Vocal      | Yoon Mi-rae      | Always                              | 裙子特大号 爱你的心也特大号 (Supersized dresses and supersized hearts that love you) | Gou Xueying            | 256   |
| 11 | Vocal      | Yoon Mi-rae      | Always                              | 裙子特大号 爱你的心也特大号 (Supersized dresses and supersized hearts that love you) | Re Yina                | 279   |
| 11 | Vocal      | Yoon Mi-rae      | Always                              | 裙子特大号 爱你的心也特大号 (Supersized dresses and supersized hearts that love you) | Liu Sixian             | 321   |
| 11 | Vocal      | Yoon Mi-rae      | Always                              | 裙子特大号 爱你的心也特大号 (Supersized dresses and supersized hearts that love you) | Luo Tianshu            | 308   |
| 12 | Dança      | Bruno Mars       | Marry You                           | 你的丘比特 (Your Cupid)                                                              | Wang Qing              | 286   |
| 12 | Dança      | Bruno Mars       | Marry You                           | 你的丘比特 (Your Cupid)                                                              | Lu Xiaoyu              | 596   |
| 12 | Dança      | Bruno Mars       | Marry You                           | 你的丘比特 (Your Cupid)                                                              | Gao Yingxi             | 334   |
| 12 | Dança      | Bruno Mars       | Marry You                           | 你的丘比特 (Your Cupid)                                                              | Fan Wei                | 368   |
| 12 | Dança      | Bruno Mars       | Marry You                           | 你的丘比特 (Your Cupid)                                                              | Yin Rui                | 247   |

| Trainees em espera | Trainees em espera |
| Participantes      | Votos              |
| ------------------ | ------------------ |
| Jiang Shen         | 301                |
| Wang Ju            | 90                 |
| Liu Nian           | 59                 |
| Yang Han           | 56                 |
| Luo Tianshu        | 49                 |
| Xu Shiyin          | 36                 |
| Chen Yuyan         | 36                 |

### Missão 3: Avaliação de conceito
Legenda
     Rainha da popularidade
Negrito indica centers escolhidas no episódio anterior
| # | Produtor                                       | Música                                 | Nome do grupo                  | Votos do grupo | Convidado  | Participantes | Votos |
| - | ---------------------------------------------- | -------------------------------------- | ------------------------------ | -------------- | ---------- | ------------- | ----- |
| 1 | Jin Zhiwen                                     | 摩天輪的眼淚 (Ferris Wheel's Tears)    | 喜欢你 (We Like You)           | 123            | Hu Yitian  | Zhang Zining  | 563   |
| 1 | Jin Zhiwen                                     | 摩天輪的眼淚 (Ferris Wheel's Tears)    | 喜欢你 (We Like You)           | 123            | Hu Yitian  | Sunnee        | 116   |
| 1 | Jin Zhiwen                                     | 摩天輪的眼淚 (Ferris Wheel's Tears)    | 喜欢你 (We Like You)           | 123            | Hu Yitian  | Qiang Dongyue | 32    |
| 1 | Jin Zhiwen                                     | 摩天輪的眼淚 (Ferris Wheel's Tears)    | 喜欢你 (We Like You)           | 123            | Hu Yitian  | Wei Jin       | 21    |
| 1 | Jin Zhiwen                                     | 摩天輪的眼淚 (Ferris Wheel's Tears)    | 喜欢你 (We Like You)           | 123            | Hu Yitian  | Jiang Shen    | 32    |
| 1 | Jin Zhiwen                                     | 摩天輪的眼淚 (Ferris Wheel's Tears)    | 喜欢你 (We Like You)           | 123            | Hu Yitian  | Chen Yihan    | 30    |
| 2 | Zheng Nan                                      | Shiny                                  | Shiny 萤火虫 (Shiny Fireflies) | 156            | Xiong Ziqi | Wu Xuanyi     | 326   |
| 2 | Zheng Nan                                      | Shiny                                  | Shiny 萤火虫 (Shiny Fireflies) | 156            | Xiong Ziqi | Fu Jing       | 153   |
| 2 | Zheng Nan                                      | Shiny                                  | Shiny 萤火虫 (Shiny Fireflies) | 156            | Xiong Ziqi | Su Ruiqi      | 72    |
| 2 | Zheng Nan                                      | Shiny                                  | Shiny 萤火虫 (Shiny Fireflies) | 156            | Xiong Ziqi | Luo Yijia     | 23    |
| 2 | Zheng Nan                                      | Shiny                                  | Shiny 萤火虫 (Shiny Fireflies) | 156            | Xiong Ziqi | Fan Wei       | 63    |
| 2 | Zheng Nan                                      | Shiny                                  | Shiny 萤火虫 (Shiny Fireflies) | 156            | Xiong Ziqi | Gao Yingxi    | 134   |
| 3 | Tiger Hu                                       | 我就是這種女孩 (I'm That Kind of Girl) | 你的女孩 (Your Girls)          | 286            | Xiao Zhan  | Meng Meiqi    | 330   |
| 3 | Tiger Hu                                       | 我就是這種女孩 (I'm That Kind of Girl) | 你的女孩 (Your Girls)          | 286            | Xiao Zhan  | Xu Mengjie    | 92    |
| 3 | Tiger Hu                                       | 我就是這種女孩 (I'm That Kind of Girl) | 你的女孩 (Your Girls)          | 286            | Xiao Zhan  | Liu Renyu     | 143   |
| 3 | Tiger Hu                                       | 我就是這種女孩 (I'm That Kind of Girl) | 你的女孩 (Your Girls)          | 286            | Xiao Zhan  | Li Ziting     | 124   |
| 3 | Tiger Hu                                       | 我就是這種女孩 (I'm That Kind of Girl) | 你的女孩 (Your Girls)          | 286            | Xiao Zhan  | Wang Ting     | 19    |
| 3 | Tiger Hu                                       | 我就是這種女孩 (I'm That Kind of Girl) | 你的女孩 (Your Girls)          | 286            | Xiao Zhan  | Gao Qiuzi     | 55    |
| 4 | Maria Stratton / K.Chozen / Renzo Bravo        | 不負青春 (Live Up to Our Youth)        | 青春无畏 (Fearless Youth)      | 41             | Mao Buyi   | Yang Chaoyue  | 111   |
| 4 | Maria Stratton / K.Chozen / Renzo Bravo        | 不負青春 (Live Up to Our Youth)        | 青春无畏 (Fearless Youth)      | 41             | Mao Buyi   | Lu Xiaoyu     | 115   |
| 4 | Maria Stratton / K.Chozen / Renzo Bravo        | 不負青春 (Live Up to Our Youth)        | 青春无畏 (Fearless Youth)      | 41             | Mao Buyi   | Liu Danmeng   | 71    |
| 4 | Maria Stratton / K.Chozen / Renzo Bravo        | 不負青春 (Live Up to Our Youth)        | 青春无畏 (Fearless Youth)      | 41             | Mao Buyi   | Qi Yandi      | 330   |
| 4 | Maria Stratton / K.Chozen / Renzo Bravo        | 不負青春 (Live Up to Our Youth)        | 青春无畏 (Fearless Youth)      | 41             | Mao Buyi   | Chiao Manting | 54    |
| 4 | Maria Stratton / K.Chozen / Renzo Bravo        | 不負青春 (Live Up to Our Youth)        | 青春无畏 (Fearless Youth)      | 41             | Mao Buyi   | Wu Qianying   | 129   |
| 5 | master key / ear attack                        | 別人家的小孩 (Someone Else's Kid)      | 土小孩 (Old Fashioned Kids)    | 125            | Wang Yibo  | Yamy          | 83    |
| 5 | master key / ear attack                        | 別人家的小孩 (Someone Else's Kid)      | 土小孩 (Old Fashioned Kids)    | 125            | Wang Yibo  | Li Zixuan     | 249   |
| 5 | master key / ear attack                        | 別人家的小孩 (Someone Else's Kid)      | 土小孩 (Old Fashioned Kids)    | 125            | Wang Yibo  | Chen Fangyu   | 69    |
| 5 | master key / ear attack                        | 別人家的小孩 (Someone Else's Kid)      | 土小孩 (Old Fashioned Kids)    | 125            | Wang Yibo  | Wu Yingxiang  | 59    |
| 5 | master key / ear attack                        | 別人家的小孩 (Someone Else's Kid)      | 土小孩 (Old Fashioned Kids)    | 125            | Wang Yibo  | Xu Jingyun    | 250   |
| 5 | master key / ear attack                        | 別人家的小孩 (Someone Else's Kid)      | 土小孩 (Old Fashioned Kids)    | 125            | Wang Yibo  | Lu Xiaocao    | 33    |
| 6 | Alina Smith / Annalise Morelli / Ingemar Aberg | 了不起 (Awesome)                       | 一锅乱炖 (A Pot of Messy Stew) | 85             | Wei Daxun  | Lai Meiyun    | 361   |
| 6 | Alina Smith / Annalise Morelli / Ingemar Aberg | 了不起 (Awesome)                       | 一锅乱炖 (A Pot of Messy Stew) | 85             | Wei Daxun  | Wang Ju       | 171   |
| 6 | Alina Smith / Annalise Morelli / Ingemar Aberg | 了不起 (Awesome)                       | 一锅乱炖 (A Pot of Messy Stew) | 85             | Wei Daxun  | Duan Aojuan   | 90    |
| 6 | Alina Smith / Annalise Morelli / Ingemar Aberg | 了不起 (Awesome)                       | 一锅乱炖 (A Pot of Messy Stew) | 85             | Wei Daxun  | Luo Yitian    | 44    |
| 6 | Alina Smith / Annalise Morelli / Ingemar Aberg | 了不起 (Awesome)                       | 一锅乱炖 (A Pot of Messy Stew) | 85             | Wei Daxun  | Wang Mohan    | 102   |
| 6 | Alina Smith / Annalise Morelli / Ingemar Aberg | 了不起 (Awesome)                       | 一锅乱炖 (A Pot of Messy Stew) | 85             | Wei Daxun  | Zhao Yaoke    | 40    |

## Eliminações
| Participantes             | Participantes         | Participantes         | Participantes           | Participantes          |
| ------------------------- | --------------------- | --------------------- | ----------------------- | ---------------------- |
| Meng Meiqi (孟美岐)       | Wu Xuanyi (吴宣仪)    | Yang Chaoyue (杨超越) | Duan Aojuan (段奥娟)    | Yamy (郭颖)            |
| Lai Meiyun (赖美云)       | Zhang Zining (张紫宁) | Sunnee (杨芸晴)       | Li Ziting (李紫婷)      | Fu Jing (傅菁)         |
| Xu Mengjie (徐梦洁)       | Li Zixuan (李子璇)    | Liu Renyu (刘人语)    | Chen Yihan (陈意涵)     | Wang Ju (王菊)         |
| Gao Qiuzi (高秋梓)        | Gao Yingxi (高颖浠)   | Qi Yandi (戚砚笛)     | Angela Hui (许靖韵)     | Lu Xiaoyu (吕小雨)     |
| Qiang Dongyue (强东玥)    | Wu Yingxiang (吴映香) | Jiang Shen (蒋申)     | Zhao Yaoke (赵尧珂)     | Su Ruiqi (苏芮琪)      |
| Kimberley (陈芳语)        | Wu Qianying (吴芊盈)  | Fan Wei (范薇)        | Wang Mohan (王莫涵)     | Wei Jin (魏瑾)         |
| Wang Ting (王婷)          | Lu Xiaocao (鹿小草)   | Liu DanMeng (刘丹萌)  | Luo Yitian (罗怡恬)     | Jiao Manting (焦曼婷)  |
| Luo Yijia (罗奕佳)        | Du Jinyu (杜金雨)     | Zhu Tiantian (朱天天) | Wang Qing (王晴)        | Re Yina (热依娜)       |
| Yu Meihong (于美红)       | Liu Nian (刘念)       | Ge Jiahui (葛佳慧)    | Chou Chou (丑丑)        | Ju Lin (菊麟)          |
| Liu Dexi (刘德熙)         | Jiang Jinger (江璟儿) | Gou Xueying (勾雪莹)  | Yang Bing (杨冰)        | Luo Zhiyi (罗智仪)     |
| Zhang Xi (张溪)           | Mena (邵西蒙娜)       | Ma Xingyu (马兴钰)    | Liu Siqian (刘思纤)     | Zhang Chuhan (张楚寒)  |
| Xiang Yuxing (向俞星)     | Wu Qian (吴茜)        | Yin Rui (尹蕊)        | Zhang Xinlei (张鑫磊)   | Lucia Chen (陈盈燕)    |
| Jiang Yanxi (姜彦汐)      | Zhou Xue (周雪)       | Wu Xiaoxuan (吴小萱)  | Zhang Jingxuan (张静萱) | Zhang Xinyue (张馨月)  |
| Zhang Xinjie (张新洁)     | Ren Zhen (任真)       | Ni Qiuyun (倪秋云)    | Yang Ruihan (杨蕊涵)    | Yang Meiqi (杨美琪)    |
| Mao Weijia (毛唯嘉)       | Lin Junyi (林君怡)    | Lin Jiaan (林珈安)    | Shao Xia (邵夏)         | Blair (王玥)           |
| Xu Shiyin (许诗茵)        | Pan Junya (潘珺雅)    | Wang Yalin (王雅凛)   | Hu Yueer (胡悦儿)       | Zhang Ruimeng (张芮萌) |
| Li Tianyun (李天韻)       | Chen Yifan (陈怡凡)   | Chen Yuyan (陈语嫣)   | Wang Yiran (王亦然)     | Xia Shijie (夏诗洁)    |
| Liu Yushan (刘宇珊)       | Zhu Jiaxi (朱佳希)    | Yang Meiling (杨美玲) | Liu Niyi (刘尼夷)       | Han Dan (韩丹)         |
| Yin Rouyi (尹柔懿)        | Luo Tianshu (罗天舒)  | Yang Han (杨晗)       | Liu Jiaying (刘佳莹)    | Wu Yunting (吴昀廷)    |
| Wang Manjun (王曼君)      | Zhang Yuwen (张瑜纹)  | Yan Kexin (颜可欣)    | Wang Juemeng (王珏萌)   | Qiu Luqing (邱路晴)    |
| Zheng Chengcheng (郑丞丞) | Abby                  | Cindy                 | Dora                    | Zhao Ling (赵羚)       |

## Grupo
Rocket Girls 101 debutou em 23 de junho de 2018 logo após as onze integrantes serem anunciadas.